# Muhammad Badžádí
Muhammad Badžádí (1980/1981 nebo 1977/1978
) je saúdskoarabský aktivista, usilující o zlepšení stavu lidských práv v zemi. Je spoluzakladatelem Svazu pro civilní a politická práva.
Poprvé byl zatčen v roce 2007, znovu během Arabského jara v roce 2011. V březnu 2015 byl odsouzen k desetiletému trestu, z toho k pěti letům nepodmíněně. Měl se provinit tím, že zajišťoval zakázané knihy, organizoval manifestace příbuzných vězňů a šířil dokumenty, vedoucí k narušování veřejného pořádku.